# Gilbert Gadoffre
Gilbert Gadoffre (París, 16 de junio de 1911-2 de marzo de 1995) fue un historiador de la literatura francesa y profesor francés.

## Biografía
Hijo de un oficial muerto durante la Primera Guerra Mundial, realizó sus estudios universitarios en la Sorbona, estudios que prosiguió en Oxford. Doctor en Historia, se especializó en el Renacimiento europeo. Fue profesor de Historia del pensamiento europeo en la Universidad de Mánchester desde 1938.

### Resistencia
Profesor en Versalles, se unió a la Resistencia francesa con Maydieu, que lo envía en la Escuela de cuadros de Uriage en 1942. En 1943 la escuela pasa a la clandestinidad, Pierre Dunoyer de Segonzac le confió el equipo de jóvenes intelectuales resguardados en el castillo de Murinais donde sucede a Hubert Beuve-Méry. Coordinó "la summa" o compilación de los estudios publicados más tarde bajo el título "Hacia el estilo del siglo XX".  Participó en los combates de Tarn, luego trabajó en la École Militaire establecida en Virieu y, por último, en el Centro interfacultades de Grenoble.

### Carrera
Una vez terminada la guerra, Gadoffre fue director de información de la zona francesa en Austria. En 1945, participó en la elaboración del proyecto de la Escuela Nacional de Administración (ENA). Admirador del sistema universitario inglés, participó en la fundación del Centro cultural internacional de Royaumont, junto a Henry Goüin (1947), y más tarde en la del Instituto colegial europeo. Fue director de ambas instituciones.
Titular de la cátedra de literatura francesa (entre 1966 y 1978) en la Universidad de Mánchester, elevada ahora a Estudios franceses, sucedió en la misma a Eugène Vinaver.,. A partir de 1960, animó los encuentros internacionales de Loches y también enseñó en Berkeley desde 1964 a 1969. Fue igualmente miembro del Seminario interdisciplinar del Collège de France.

## Distinciones
Gadoffre fue condecorado con la Legión de Honor, la Cruz de guerra y la medalla de la Resistencia.

## Obras
- Foyers de notre culture, Éditions de l'Abeille (1942)
- Vers le Style du 20e siècle, Éditions du Seuil (1945)
- Bibliothèques de jeunes: un guide pour les éducateurs et chefs de jeunesse... [Préface de Pierre Dunoyer de Segonzac]., Éditions du Seuil (avec Lucette Massaloux, François Ducruy et Joffre Dumazedier, 1945)
- Éducation nazie et civilisation autrichienne, Annales (1947)
- Les ordalies: roman, Éditions du Seuil (1955)
- Chine Dans L'œuvre de Claudel, University of Manchester (1958)
- Les trois sources de l'analogie claudélienne (1959)
- Ronsard, collection «Écrivains de toujours», éditions du Seuil (1960)
- Claudel et Lafcadio Hearn (1961)
- Discours de la méthode, précédé, d'une introduction historique suivi d'un commentaire critique, d'un glossaire et d'une chronologie, Manchester University Press (1961)
- Paul Claudel et la Chine du Tao (avec Susumu Ishi, 1966)
- Claudel et l'univers chinois, Gallimard (1968)[4]
- Les rencontres claudéliennes de l'été 1968, Institut collégial européen (1968)
- Cahiers Paul Claudel: Claudel et l'univers chinois, Gallimard (1968)
- Modern Miscellany Presented to Eugène Vinaver by Pupils, Colleagues and Friends, Manchester University Press ND (avec Thomas Edward Lawrenson et F. E. Sutcliffe, 1969)
- Claudel et les philosophes taoistes (1970)
- Les Rencontres proustiennes de l'été 1971
- Claudel et le paysage chinois (1972)
- Les grands projets culturels: actes du colloque de juillet 1983, Institut collégial européen (1972)
- Mythes littéraires et mythes sociaux: colloque de juillet 1973, Institut collégial européen (1973)
- Connaissance de l'Est: Édition critique avec introduction, Mercure de France (avec Paul Claudel, 1973)
- Rabelais est-il actuel? colloque de juillet, Institut Collegial Européen (1974)
- Folie et création: colloque de juillet 1975, Institut collégial européen (1975)
- Structure et dynamique des systèmes, Maloine (avec André Lichnerowicz et François Perroux, 1976)
- Les hommes de la Renaissance et l'analogie, Institut collégial européen (1976)
- Langage poétique et pensée analogique: colloque de juillet 1977, Institut collégial européen (1977)
- Du Bellay et le sacré, Gallimard (Prix Broquette-Gonin de l'Académie française, 1978)
- Littérature et communication: actes du colloque de juillet 1979, Institut collégial européen (1979)
- Y a-t-il une nouvelle histoire?: actes (avec Emmanuel Le Roy Ladurie, 1980)
- Jeanne d'Arc, Librairie Académique Perrin (ave Edward Lucie-Smith et Philippe Erlanger, 1981)
- Culture et média: actes du colloque de juillet 1981, Institut collégial européen (avec Arturo Carmassi, 1981)
- Information et communication: séminaires interdisciplinaires du Collège de France, Maloine (1983)
- Art poétique..., Gallimard (avec Paul Claudel, 1984)
- Poésie et vérité: actes du colloque de juillet 1986, Institut Collegial Européen (avec Yves Bonnefoy, 1986)
- Certitudes et incertitudes de l'histoire, Presses universitaires de France (avec Philippe Ariès, 1987)
- La Vérité est-elle scientifique?, Éditions universitaires (avec André Lichnérowicz, 1991)
- Écrivains de Toujours, Éditions du Seuil (1994)
- Renaissances européennes et Renaissance française, Éditions Espaces 34 (1996)
- La révolution culturelle dans la France des humanistes: Guillaume Budé et François 1er, Librairie Droz (avec Jean Céard, 1997)